# Список Героев Советского Союза (Самарская область)
Список граждан Самарской области, удостоенных звания Герой Советского Союза или являющихся полными кавалерами Ордена Славы.
- Представлены все лица, в том числе удостоенные звания несколько раз.
- Серым цветом выделены дважды Герои.
- Дни рождения указаны по новому стилю.

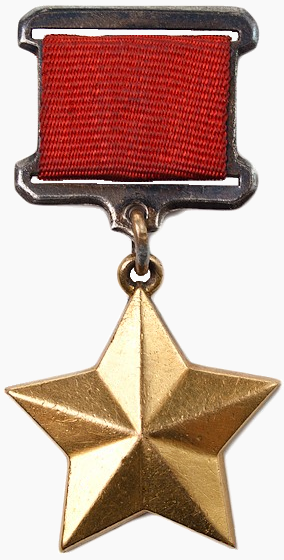
Медаль «Золотая Звезда» — вручалась Героям Советского Союза

### А
| №  | Фамилия, имя, отчество         | Годы жизни              | Звание                  |
| -- | ------------------------------ | ----------------------- | ----------------------- |
| 1  | Абдалов, Алексей Андреевич     | 30.03.1920 — 28.08.1983 | Старший сержант         |
| 2  | Агейкин, Николай Фёдорович     | 23.12.1922 — 14.07.1991 | Старшина                |
| 3  | Агибалов, Михаил Павлович      | 26.10.1911 — 17.11.1941 | Капитан                 |
| 4  | Акимов, Михаил Павлович        | 25.11.1925 — 08.03.1983 | Гвардии младший сержант |
| 5  | Акутин, Михаил Дмитриевич      | 1911 — 26.04.1969       | Старшина                |
| 6  | Андреянов, Василий Дмитриевич  | 21.07.1915 — 13.06.1953 | Гвардии старший сержант |
| 7  | Анкудинов, Иван Андреевич      | 14.09.1906 — 30.11.1944 | Подполковник            |
| 8  | Аноприенко, Михаил Григорьевич | 21.11.1918 — 23.01.1986 | Капитан                 |
| 9  | Аристов, Егор Игнатьевич       | 05.05.1912 — 07.07.1980 | Гвардии сержант         |
| 10 | Атьков, Олег Юрьевич           | 09.09.1949              | Лётчик-космонавт СССР   |
| 11 | Афанасьев, Фёдор Трофимович    | 1923 — 24.06.1944       | Гвардии лейтенант       |

### Б
| №  | Фамилия, имя, отчество           | Годы жизни              | Звание                            |
| -- | -------------------------------- | ----------------------- | --------------------------------- |
| 1  | Бакулин, Михаил Фёдорович        | 25.11.1921 — 05.10.1944 | Майор                             |
| 2  | Баркин, Илья Иванович            | 07.08.1923 — 18.06.1983 | Ефрейтор                          |
| 3  | Банцекин, Василий Николаевич     | 14.01.1923 — 11.1943    | Гвардии сержант                   |
| 4  | Батырев, Яков Иванович           | 21.03.1910 — 02.09.1989 | Старший сержант                   |
| 5  | Башкиров, Алексей Иванович       | 24.07.1915 — 03.04.2002 | Гвардии старший сержант           |
| 6  | Безуглов, Григорий Викторович    | 10.01.1907 — 08.09.1987 | Гвардии майор                     |
| 7  | Бережков, Николай Борисович      | 21.11.1922 — 14.02.1959 | Лейтенант                         |
| 8  | Бижко, Владимир Егорович         | 03.04.1921 — 03.07.2006 | Гвардии лейтенант                 |
| 9  | Бойцов, Аркадий Сергеевич        | 17.03.1923 — 15.06.2000 | Генерал-майор                     |
| 10 | Бойцов, Филипп Степанович        | 17.09.1917 — 28.03.1999 | Гвардии старший лейтенант         |
| 11 | Болесов, Иван Егорович           | 16.11.1917 — 12.03.1940 | Младший командир                  |
| 12 | Бондарев, Александр Митрофанович | 30.03.1923 — 09.06.1996 | Младший лейтенант                 |
| 13 | Бочариков, Максим Петрович       | 10.10.1908 — 03.07.1986 | Старший сержант                   |
| 14 | Бочкарёв, Пётр Васильевич        | 11.11.1917 — 08.07.1982 | Капитан                           |
| 15 | Бугранов, Андрей Захарович       | 03.07.1905 — 07.05.1980 | Ефрейтор                          |
| 16 | Будылин, Николай Васильевич      | 26.05.1899 — 27.08.1975 | Гвардии полковник                 |
| 17 | Бузыцков, Иван Дмитриевич        | 15.11.1917 — 12.07.1978 | Полковник                         |
| 18 | Булкин, Иван Гурьянович          | 11.07.1912 — 20.01.1943 | Младший лейтенант госбезопасности |
| 19 | Буркин, Михаил Иванович          | 10.02.1912 — 10.01.2001 | Генерал-майор                     |
| 20 | Буцыков, Иван Иванович           | 27.05.1907 — 29.11.1988 | Полковник                         |
| 21 | Буштрук, Даниил Иванович         | 06.04.1909 — 19.09.1958 | Полковник                         |
| 22 | Быков, Николай Иванович          | 20.05.1907 — 03.07.1982 | Полковник                         |

### В
| №  | Фамилия, имя, отчество           | Годы жизни              | Звание                     |
| -- | -------------------------------- | ----------------------- | -------------------------- |
| 1  | Вагурин, Александр Андреевич     | 1918 — 07.07.1947       | Подполковник               |
| 2  | Ваничкин, Иван Дмитриевич        | 10.09.1912 — 23.04.2009 | Гвардии старший сержант    |
| 3  | Васильев, Николай Константинович | 22.02.1912 — 22.03.1995 | Майор                      |
| 4  | Вахрамеев, Михаил Фёдорович      | 20.10.1923 — 17.08.1986 | Подполковник               |
| 5  | Веселов, Михаил Алексеевич       | 18.02.1920 — 17.03.1989 | Лейтенант                  |
| 6  | Викторов, Константин Николаевич  | 16.09.1918 — 02.02.1988 | Капитан                    |
| 7  | Викулов, Павел Иванович          | 1920 — 23.01.1945       | Гвардии младший лейтенант. |
| 8  | Волков, Михаил Ермолаевич        | 05.12.1913 — 29.07.1957 | Старший лейтенант          |
| 9  | Воловодов, Борис Наумович        | 19.07.1914 — 03.11.1943 | Лейтенант                  |
| 10 | Вологин, Александр Дмитриевич    | 08.10.1924 — 17.10.1943 | Гвардии младший сержант    |
| 11 | Власов, Павел Фёдорович          | 26.05.1912 — 09.05.1981 | Гвардии старший сержант    |
| 12 | Вьюшков, Алексей Михайлович      | 16.12.1911 — 20.04.1945 | Гвардии старший лейтенант  |

### Г
| №  | Фамилия, имя, отчество         | Годы жизни              | Звание                                               |
| -- | ------------------------------ | ----------------------- | ---------------------------------------------------- |
| 1  | Ганюшин, Пётр Михайлович       | 1919 — 02.10.1943       | Лейтенант                                            |
| 2  | Гарнизов, Михаил Тихонович     | 1924 — 20.08.1943       | Сержант                                              |
| 3  | Гвоздев, Алексей Фёдорович     | 18.08.1923 — 25.01.1984 | Старший лейтенант                                    |
| 4  | Гейбо, Иосиф Иванович          | 25.04.1910 — 16.04.1992 | Генерал-майор авиации                                |
| 5  | Герасимов, Вадим Анатольевич   | 16.02.1921 — 12.12.1943 | Старший сержант                                      |
| 6  | Глотов, Николай Иванович       | 19.12.1919 — 15.04.1993 | Полковник                                            |
| 7  | Горбунов, Илья Павлович        | 02.08.1906 — 26.07.1980 | Сержант                                              |
| 8  | Голованов, Александр Сергеевич | 28.09.1946 — 02.08.1989 | Полковник                                            |
| 9  | Голоднов, Алексей Васильевич   | 30.03.1995 — 30.05.2006 | Рядовой                                              |
| 10 | Голосов, Дмитрий Николаевич    | 20.09.1903 — 19.11.1960 | Генерал-майор                                        |
| 11 | Гранкин, Иван Иванович         | 21.01.1924 — 01.01.1994 | Полковник                                            |
| 12 | Грачёв, Алексей Иванович       | 23.04.1914 — 08.05.1945 | Капитан                                              |
| 13 | Гришин, Александр Сергеевич    | 28.07.1920 — 04.06.1970 | Старший сержант                                      |
| 14 | Грошев, Николай Петрович       | 04.04.1921 — 08.03.1999 | Старший лейтенант                                    |
| 15 | Губанов, Георгий Петрович      | 31.05.1908 — 11.08.1973 | Майор                                                |
| 16 | Губарев, Алексей Александрович | 23.03.1931 — 21.02.2015 | Дважды Герой Советского Союза, Генерал-майор авиации |
| 17 | Губин, Евгений Иванович        | 25.02.1923 — 05.03.1991 | Лейтенант                                            |
| 18 | Гуленко, Илья Андреевич        | 03.09.1924 — 05.05.1986 | Сержант                                              |
| 19 | Гурьянов, Григорий Назарович   | 16.03.1914 — 23.07.1963 | Сержант                                              |

### Д
| № | Фамилия, имя, отчество          | Годы жизни              | Звание                    |
| - | ------------------------------- | ----------------------- | ------------------------- |
| 1 | Деженин, Пётр Сергеевич         | 03.07.1911 — 28.03.1945 | Старший сержант           |
| 2 | Дёгтев, Сергей Сергеевич        | 14.10.1913 — 26.03.1988 | Старшина                  |
| 3 | Демидов, Константин Петрович    | 15.06.1910 — 22.07.1979 | Гвардии ефрейтор          |
| 4 | Долгов, Александр Петрович      | 22.10.1917 — 01.05.1945 | Гвардии старший лейтенант |
| 5 | Дружинин, Николай Иванович      | 19.12.1908 — 11.09.1979 | Лейтенант                 |
| 6 | Дырин, Андрей Иванович          | 15.10.1914 — 04.02.2002 | Старшина                  |
| 7 | Дюдюкин, Георгий Константинович | 17.10.1923 — 20.07.1996 | Старший сержант           |

### Е
| № | Фамилия, имя, отчество          | Годы жизни              | Звание            |
| - | ------------------------------- | ----------------------- | ----------------- |
| 1 | Егоров, Илья Егорович           | 1924 — 03.03.1945       | Младший лейтенант |
| 2 | Егоров, Иван Тимофеевич         | 05.01.1925 — 07.05.2019 | Сержант           |
| 3 | Егоркин, Александр Васильевич   | 29.09.1918 — 11.03.1992 | Гвардии рядовой   |
| 4 | Елисов, Павел Александрович     | 31.10.1923 — 07.06.1987 | Полковник         |
| 5 | Емельянов, Александр Дмитриевич | 04.04.1923 — 08.08.1992 | Старший сержант   |
| 6 | Еряшев, Борис Никандрович       | 22.10.1921 — 04.03.1993 | Лейтенант         |
| 7 | Ефременко, Иван Сергеевич       | 10.05.1918 — 30.05.1943 | Младший лейтенант |

### Ж
| № | Фамилия, имя, отчество       | Годы жизни              | Звание          |
| - | ---------------------------- | ----------------------- | --------------- |
| 1 | Желтухин, Пётр Николаевич    | 21.11.1916 — 23.03.1971 | Майор           |
| 2 | Жилин, Василий Иванович      | 20.08.1915 — 24.07.1947 | Старшина        |
| 3 | Жуков, Гавриил Васильевич    | 24.03.1899 — 08.01.1957 | Вице-адмирал    |
| 4 | Журавлёв, Алексей Васильевич | 14.10.1913 — 28.02.1958 | Гвардии капитан |

### З
| № | Фамилия, имя, отчество        | Годы жизни              | Звание                |
| - | ----------------------------- | ----------------------- | --------------------- |
| 1 | Заводский, Матвей Никифорович | 05.08.1923 — 05.10.1944 | Лейтенант             |
| 2 | Зайцев, Николай Сергеевич     | 06.12.1911 — 02.11.1971 | Гвардии полковник     |
| 3 | Заруднев, Степан Степанович   | 1902 — 03.11.1943       | Младший сержант       |
| 4 | Захаров, Георгий Нефёдович    | 24.04.1908 — 06.01.1996 | Генерал-майор авиации |
| 5 | Захаров, Пётр Иванович        | 14.01.1916 — 04.08.1996 | Младший сержант       |
| 6 | Зимин, Виктор Петрович        | 18.01.1917 — 12.02.1945 | Старшина              |
| 7 | Зиненко, Иван Гордеевич       | 22.07.1921 — 25.04.1968 | Сержант               |
| 8 | Зинов, Николай Владимирович   | 14.09.1924 — 01.07.1999 | Сержант               |
| 9 | Зинченко, Сергей Филиппович   | 22.04.1919 — 22.05.1992 | Лейтенант             |

### И
| № | Фамилия, имя, отчество       | Годы жизни              | Звание                    |
| - | ---------------------------- | ----------------------- | ------------------------- |
| 1 | Иванов, Иван Михайлович      | 04.09.1923 — 30.07.1965 | Старшина                  |
| 2 | Иванов, Леонид Петрович      | 31.08.1921 — 26.09.1970 | Гвардии капитан           |
| 3 | Иванов, Михаил Иванович      | 03.11.1908 — 11.10.1943 | Полковник                 |
| 4 | Ижедеров, Фёдор Николаевич   | 17.07.1922 — 13.04.1988 | Младший лейтенант         |
| 5 | Искрин, Николай Михайлович   | 14.04.1918 — 28.08.1985 | Гвардии старший лейтенант |
| 6 | Истрашкин, Владимир Иванович | 13.02.1916 — 12.01.1987 | Полковник                 |

### К
| №  | Фамилия, имя, отчество           | Годы жизни              | Звание                    |
| -- | -------------------------------- | ----------------------- | ------------------------- |
| 1  | Кавтаськин, Андрей Семёнович     | 10.10.1912 — 03.01.1983 | Полковник                 |
| 2  | Кадетов, Сергей Иванович         | 30.03.1925 — 15.12.1992 | Старший сержант           |
| 3  | Казаков, Александр Ильич         | 11.03.1922 — 20.08.1976 | Полковник                 |
| 4  | Казачков, Алексей Леонтьевич     | 20.02.1909 — 22.01.1985 | Младший сержант           |
| 5  | Калинин, Степан Никитович        | 25.11.1923 — 08.03.1987 | Старший сержант           |
| 6  | Капралов, Пётр Андреевич         | 04.09.1910 — 15.07.1984 | Полковник                 |
| 7  | Карпов, Николай Филиппович       | 15.07.1914 — 10.09.1962 | Лейтенант                 |
| 8  | Карякин, Василий Георгиевич      | 21.04.1918 — 15.12.1998 | Генерал-лейтенант         |
| 9  | Каськов, Константин Андреевич    | 15.06.1916 — 22.01.1940 | Старшина                  |
| 10 | Касьянов, Николай Георгиевич     | 14.02.1918 — 26.06.1997 | Младший лейтенант         |
| 11 | Катков, Иван Максимович          | 07.05.1915 — 29.05.2000 | Старшина                  |
| 12 | Качалко, Иван Елизарович         | 25.09.1916 — 04.11.2010 | Полковник                 |
| 13 | Киреев, Алексей Иванович         | 08.03.1908 — 04.03.1957 | Полковник                 |
| 14 | Киселёв, Владимир Александрович  | 19.07.1909 — 12.02.1988 | Гвардии майор             |
| 15 | Климов, Владимир Иванович        | 04.04.1922 — 24.05.1980 | Старшина                  |
| 16 | Клюшников, Евгений Александрович | 01.01.1920 — 14.03.1989 | Майор                     |
| 17 | Ковтунов, Георгий Никитович      | 26.05.1918 — 07.05.1987 | Гвардии подполковник      |
| 18 | Козлов, Николай Михайлович       | 12.12.1926 — 25.09.1983 | Младший лейтенант         |
| 19 | Козлов, Эвальд Григорьевич       | род.23.06.1938          | Капитан 1-го ранга        |
| 20 | Колесников, Василий Григорьевич  | 11.02.1911 — 24.01.1959 | Капитан                   |
| 21 | Коломин, Пётр Иванович           | 02.10.1910 — 07.04.1990 | Подполковник              |
| 22 | Колычев, Николай Иванович        | 03.11.1918 — 06.11.2000 | Подполковник              |
| 23 | Колычев, Олег Федосеевич         | 05.06.1923 — 04.03.1995 | Старший лейтенант         |
| 24 | Комаров, Георгий Владимирович    | 03.02.1896 — 05.10.1944 | Ефрейтор                  |
| 25 | Коротков, Иван Никонович         | 1921 — 19.01.1959       | Младший сержант           |
| 26 | Корнеев, Иван Ильич              | 05.05.1914 — 14.06.1989 | Гвардии сержант           |
| 27 | Корягин, Пётр Корнилович         | 14.09.1905 — 28.12.1982 | Старший сержант           |
| 28 | Кошелев, Владимир Николаевич     | 18.02.1923 — 28.02.1980 | Гвардии полковник         |
| 29 | Кравцов, Пётр Васильевич         | 28.09.1925 — 27.03.2001 | Младший сержант           |
| 30 | Кравченко, Василий Фёдорович     | 23.06.1921 — 21.11.1960 | Гвардии младший лейтенант |
| 31 | Красиков, Иван Семёнович         | 09.08.1923 — 24.06.2000 | Гвардии старшина          |
| 32 | Красильников, Алексей Иванович   | 01.04.1903 — 21.12.1943 | Гвардии старший сержант   |
| 33 | Краснов, Иван Тарасович          | 1911 — 08.08.1952       | Лейтенант                 |
| 34 | Краснов, Николай Петрович        | 29.11.1918 — 21.05.1978 | Гвардии капитан           |
| 35 | Красноюрченко, Иван Иванович     | 03.09.1910 — 01.04.1970 | Лейтенант                 |
| 36 | Кривохижин, Георгий Петрович     | 24.04.1903 — 30.09.1943 | Подполковник              |
| 37 | Крыгин, Михаил Петрович          | 18.07.1918 — 14.08.1945 | Лейтенант                 |
| 38 | Крюков, Александр Александрович  | 16.04.1907 — 18.10.1957 | Майор                     |
| 39 | Кудашов, Владимир Петрович       | 26.06.1918 — 20.10.1976 | Сержант                   |
| 40 | Кудрявцев, Александр Георгиевич  | 1923 — 24.09.1943       | Рядовой                   |
| 41 | Кузнецов, Григорий Ильич         | 14.10.1907 — 28.01.1974 | Сержант                   |
| 42 | Кузнецов, Иван Лазаревич         | 20.06.1913 — 14.11.1991 | Майор                     |
| 43 | Кузнецов, Иван Михайлович        | 15.06.1916 — 11.12.1991 | Майор                     |
| 44 | Кутуев, Рауф Ибрагимович         | 06.05.1925 — 05.12.1944 | Младший лейтенант         |
| 45 | Кухарев, Алексей Васильевич      | 20.07.1921 — 18.07.1988 | Ефрейтор                  |
| 46 | Кухарев, Иван Миронович          | 14.11.1911 — 05.09.1951 | Подполковник              |
| 47 | Кучкин, Геннадий Павлович        | 05.02.1954 — 28.12.2022 | Капитан                   |
| 48 | Кучумов, Александр Михайлович    | 13.09.1923 — 31.07.1988 | Генерал-майор авиации     |

### Л
| №  | Фамилия, имя, отчество        | Годы жизни              | Звание                    |
| -- | ----------------------------- | ----------------------- | ------------------------- |
| 1  | Лазарев, Евгений Кузьмич      | 25.02.1918 — 04.12.1942 | Капитан                   |
| 2  | Лапшёв, Пётр Владимирович     | 22.01.1914 — 03.09.1952 | Младший сержант           |
| 3  | Левин, Дмитрий Павлович       | 1920 — 03.11.1943       | Лейтенант                 |
| 4  | Ледаков, Иван Михайлович      | 26.10.1924 — 28.09.1991 | Гвардии рядовой           |
| 5  | Лезин, Вениамин Павлович      | 01.04.1923 — 26.05.1960 | Лейтенант                 |
| 6  | Лизунов, Леонид Иванович      | 14.04.1920 — 14.08.1987 | Гвардии старший лейтенант |
| 7  | Лобов, Алексей Петрович       | 08.03.1915 — 23.12.1977 | Старшина                  |
| 8  | Луговцев, Николай Иванович    | 26.08.1917 — 29.07.1944 | Лейтенант                 |
| 9  | Лукьянов, Прокофий Максимович | 09.06.1916 — 18.02.1987 | Гвардии старшина          |
| 10 | Лумпов, Григорий Алексеевич   | 15.02.1915 — 23.09.1959 | Младший сержант           |
| 11 | Лушин, Владимир Петрович      | 19.12.1943 — 17.01.2002 | Капитан 2-го ранга        |
| 12 | Лытанов, Пётр Степанович      | 26.08.1924 — 19.08.1973 | Гвардии сержант           |

### М
| №  | Фамилия, имя, отчество         | Годы жизни               | Звание                     |
| -- | ------------------------------ | ------------------------ | -------------------------- |
| 1  | Макаров, Аркадий Сергеевич     | 06.03.1917 — 16.08.1996  | Гвардии старший лейтенант  |
| 2  | Макаров, Пётр Георгиевич       | 24.10.1918 — 25.11.1996  | Старшина                   |
| 3  | Малышев, Виктор Александрович  | 18.03.1923 — 22.12.1993  | Гвардии сержант            |
| 4  | Мальцев, Михаил Андреевич      | 1917 — 24.07.1974        | Подполковник               |
| 5  | Мамистов, Василий Андреевич    | 05.026.1924 — 22.04.1944 | Гвардии рядовой            |
| 6  | Маринин, Николай Андреевич     | 24.11.1914 — 01.10.1943  | Гвардии лейтенант          |
| 7  | Медведев, Михаил Михайлович    | 15.08.1923 — 22.10.1977  | Сержант                    |
| 8  | Мельников, Анатолий Васильевич | 06.09.1922 — 20.10.2001  | Младший лейтенант          |
| 9  | Миллер, Пётр Климентьевич      | 10.08.1910 — 21.10.1987  | Старший сержант            |
| 10 | Михалёв, Василий Павлович      | 02.03.1917 — 10.12.2006  | Старший лейтенант          |
| 11 | Михеев, Владимир Михайлович    | 24.07.1915 — 19.04.1986  | Лейтенант                  |
| 12 | Мордвинцев, Сергей Анисимович  | 27.03.1900 — 21.04.1963  | Лейтенант                  |
| 13 | Мухин, Василий Дмитриевич      | 20.04.1915 — 28.10.1978  | Гвардии старший лейтенант, |

### Н
| № | Фамилия, имя, отчество            | Годы жизни              | Звание           |
| - | --------------------------------- | ----------------------- | ---------------- |
| 1 | Насыбуллин, Хамидулла Натфуллович | 29.01.1919 — 02.01.1984 | Гвардии старшина |
| 2 | Нестеров, Владимир Фёдорович      | 26.03.1920 — 25.08.1982 | Старший сержант  |
| 3 | Николаев, Михаил Алексеевич       | 26.11.1919 — 12.0.1999  | Сержант          |
| 4 | Николаев, Николай Михайлович      | 19.12.1918 — 17.10.1989 | Гвардии старшина |
| 5 | Никонов, Андрей Григорьевич       | 19.08.1901 — 30.01.1944 | Подполковник     |
| 6 | Никонов, Евгений Александрович    | 18.12.1920 — 19.08.1941 | Матрос           |
| 7 | Новиков, Александр Васильевич     | 04.12.1924 — 21.05.1977 | Сержант          |

### О
| № | Фамилия, имя, отчество          | Годы жизни              | Звание            |
| - | ------------------------------- | ----------------------- | ----------------- |
| 1 | Овсянников, Владимир Васильевич | 10.11.1923 — 12.09.1943 | Старший лейтенант |
| 2 | Овсянников, Михаил Кузьмич      | 04.11.1909 — 23.03.1944 | Старший Сержант   |
| 3 | Осин, Дмитрий Васильевич        | 25.10.1912 — 22.09.1987 | Гвардии капитан   |

### П
| №  | Фамилия, имя, отчество        | Годы жизни               | Звание                    |
| -- | ----------------------------- | ------------------------ | ------------------------- |
| 1  | Павлов, Валентин Васильевич   | 26.06.1916 — 24.04.1974  | Капитан                   |
| 2  | Павлов, Виталий Егорович      | 21.10.1944 — 02.07.2016  | Генерал-полковник         |
| 3  | Павлов, Пётр Павлович         | 25.06.1925 — 13.11.2016  | Гвардии рядовой           |
| 4  | Падалко, Борис Михайлович     | 16.03.1921 — 08.04.1986  | Капитан                   |
| 5  | Панфилов, Михаил Михайлович   | 19.09.1915 — 01.07.19793 | Сержант                   |
| 6  | Панчиков, Василий Иванович    | 17.08.1925 — 11.12.1944  | Гвардии младший сержант   |
| 7  | Патрин, Алексей Фёдорович     | 02.05.1910 — 26.08.1959  | Майор                     |
| 8  | Пеньков, Василий Владимирович | 27.02.1904 — 07.10.1991  | Старший сержант           |
| 9  | Пеньков, Иван Михайлович      | 14.08.1916 — 04.11.1983  | Гвардии старший лейтенант |
| 10 | Пестонов, Николай Фёдорович   | 19.05.1899 — 07.12.1974  | Гвардии старший сержант   |
| 11 | Попов, Михаил Романович       | 02.12.1925 — 26.07.1947  | Старшина                  |
| 12 | Попов, Николай Фёдорович      | 03.12.1905 — 26.01.1945  | Младший лейтенант         |
| 13 | Потапов, Пётр Матвеевич       | 19.12.1917 — 06.01.1945  | Гвардии старший лейтенант |
| 14 | Просандеев, Иван Климентьевич | 06.05.1915 — 25.06.1997  | Гвардии капитан           |

### Р
| № | Фамилия, имя, отчество           | Годы жизни              | Звание                  |
| - | -------------------------------- | ----------------------- | ----------------------- |
| 1 | Разин, Филипп Дмитриевич         | 15.05.1923 — 28.08.1988 | Гвардии старший сержант |
| 2 | Ребров, Михаил Семёнович         | 07.03.1922 — 24.06.1997 | Рядовой                 |
| 3 | Ремнёв, Виктор Михайлович        | 30.03.1913 — 24.04.1945 | Старший сержант         |
| 4 | Родимов, Николай Ефимович        | 02.12.1918 — 26.08.1975 | Ефрейтор                |
| 5 | Рыжов, Андрей Иванович           | 30.10.1903 — 04.07.1968 | Полковник               |
| 6 | Рыков, Константин Константинович | 19.09.1908 — 12.03.1991 | Полковник               |
| 7 | Рузняев, Алексей Николаевич      | 14.03.1910 — 12.10.1979 | Гвардии капитан         |

### С
| №  | Фамилия, имя, отчество          | Годы жизни              | Звание                           |
| -- | ------------------------------- | ----------------------- | -------------------------------- |
| 1  | Садомсков, Павел Степанович     | 14.12.1923 — 28.08.1998 | Рядовой                          |
| 2  | Сазонов, Николай Архипович      | 25.07.1911 — 14.10.1987 | Старший сержант                  |
| 3  | Сальников, Алексей Степанович   | 17.03.1921 — 11.05.1985 | Старший сержант                  |
| 4  | Самаркин, Иван Фёдорович        | 11.07.1902 — 30.11.1968 | Полковник                        |
| 5  | Санфирова, Ольга Александровна  | 02.05.1917 — 13.12.1944 | Гвардии капитан                  |
| 6  | Санчиров, Фёдор Васильевич      | 02.12.1923 — 07.08.1944 | Лейтенант                        |
| 7  | Сапожников, Владимир Васильевич | 14.07.1914 — 23.03.1982 | Майор                            |
| 8  | Сапунков, Борис Петрович        | 03.01.1917 — 14.08.1981 | Майор                            |
| 9  | Сафонов, Фёдор Матвеевич        | 21.03.1923 — 11.05.2008 | Гвардии полковник                |
| 10 | Седов, Иван Васильевич          | 26.12.1923 — 15.01.1943 | Гвардии младший лейтенант        |
| 11 | Селищев, Василий Петрович       | 14.03.1915 — 21.02.1945 | Старший лейтенант                |
| 12 | Сергеев, Александр Михайлович   | 15.11.1923 — 05.11.1967 | Гвардии старшина                 |
| 13 | Серов, Владимир Вячеславович    | 12.07.1922 — 27.08.1988 | Старший сержант                  |
| 14 | Сидюков, Алексей Фёдорович      | 1909 — 23.09.1995       | Гвардии рядовой                  |
| 15 | Синельников, Виктор Павлович    | 02.11.1917 — 13.10.1992 | Гвардии сержант                  |
| 16 | Синичкин, Фёдор Михайлович      | 27.12.1901 — 17.07.1962 | Капитан                          |
| 17 | Смирнов, Борис Александрович    | 18.10.1910 — 17.05.1984 | Майор                            |
| 18 | Смоляков, Иван Ильич            | 22.10.1920 — 25.04.1980 | Старший лейтенант                |
| 19 | Соловьёв, Михаил Георгиевич     | 21.05.1923 — 23.11.1944 | Лейтенант                        |
| 20 | Сорокин, Михаил Яковлевич       | 29.10.1910 — 12.12.1943 | Майор                            |
| 21 | Спирин, Пётр Петрович           | 05.07.1911 — 16.02.1973 | Майор                            |
| 22 | Старостин, Дмитрий Яковлевич    | 16.09.1923 — 27.06.2007 | Лейтенант                        |
| 23 | Степанов, Константин Иванович   | 01.06.1922 — 13.03.1999 | Младший лейтенант                |
| 24 | Сурков, Василий Иванович        | 10.02.1925 — 13.09.1943 | Рядовой                          |
| 25 | Суроушкин, Николай Григорьевич  | 22.05.1920 — 10.07.1970 | Рядовой                          |
| 26 | Суханов, Михаил Андреевич       | 05.11.1921 — 05.05.2003 | Гвардии лейтенант                |
| 27 | Сухин, Семён Захарович          | 21.09.1905 — 22.12.1971 | Лейтенант                        |
| 28 | Сухов, Иван Прокофьевич         | 23.11.1895 — 06.09.1962 | Генерал-лейтенант танковых войск |
| 29 | Сыч, Владимир Васильевич        | 08.11.1924 — 06.01.1986 | Сержант                          |

### Т
| № | Фамилия, имя, отчество            | Годы жизни              | Звание            |
| - | --------------------------------- | ----------------------- | ----------------- |
| 1 | Тарсуков, Иосиф Гаврилович        | 1903 — 06.03.1945       | Младший сержант   |
| 2 | Твердохлебов, Арсентий Савельевич | 20.01.1914 — 03.07.1952 | Старшина          |
| 3 | Теплов, Сергей Тимофеевич         | 11.09.1905 — 13.08.1946 | Старший лейтенант |
| 4 | Тепцов, Константин Иванович       | 22.10.1925 — 10.06.1991 | Младший сержант   |
| 5 | Тихонов, Павел Иванович           | 12.07.1908 — 28.09.1946 | Гвардии майор     |
| 6 | Ткачёв, Фёдор Иванович            | 19.09.1917 — 23.12.1968 | Старший сержант   |
| 7 | Тюленев, Фёдор Васильевич         | 25.02.1918 — 26.10.1997 | Капитан           |

### У
| № | Фамилия, имя, отчество     | Годы жизни              | Звание                  |
| - | -------------------------- | ----------------------- | ----------------------- |
| 1 | Устинов, Дмитрий Фёдорович | 30.10.1908 — 20.12.1984 | Маршал Советского Союза |
| 2 | Уткин, Михаил Васильевич   | 14.03.1923 — 10.05.1991 | Рядовой                 |

### Ф
| № | Фамилия, имя, отчество       | Годы жизни               | Звание            |
| - | ---------------------------- | ------------------------ | ----------------- |
| 1 | Фадеев, Вадим Иванович       | 25.12.1917 — 05.05.1943  | Гвардии капитан   |
| 2 | Фадеев, Сергей Михайлович    | 08.04.1919 — 10.10.1952  | Рядовой           |
| 3 | Федотов, Василий Николаевич  | 14.01.1924 — 29.10.2000  | Старший сержант   |
| 4 | Федяков, Сергей Михайлович   | 08.11.1920 — 04.01.2009  | Старший лейтенант |
| 5 | Феничев, Никифор Ильич       | 13.04.1912 — 16.11.1943  | Старший сержант   |
| 6 | Финютин, Иван Иванович       | 02.09.1921 — 20.02.2002  | Старший сержант   |
| 7 | Фирсов, Александр Васильевич | 11.03.1914 — 23.10.1952  | Краснофлотец      |
| 8 | Фокин, Владимир Иванович     | 19.07.1897 — 06.10.19443 | Сержант           |

### Х
| № | Фамилия, имя, отчество         | Годы жизни              | Звание            |
| - | ------------------------------ | ----------------------- | ----------------- |
| 1 | Хальзов, Виктор Степанович     | 17.07.1921 — 24.06.1985 | Младший лейтенант |
| 2 | Христов, Александр Григорьевич | 30.08.1909 — 23.10.1943 | Лейтенант         |

### Ц
| № | Фамилия, имя, отчество       | Годы жизни               | Звание                  |
| - | ---------------------------- | ------------------------ | ----------------------- |
| 1 | Цыбарев, Анатолий Николаевич | 21.01.1924 — 001.11.1953 | Гвардии старший сержант |

### Ч
| № | Фамилия, имя, отчество       | Годы жизни                | Звание                  |
| - | ---------------------------- | ------------------------- | ----------------------- |
| 1 | Чекмасов, Василий Степанович | 06.03.1921 — 03.02.1945   | Старший сержант         |
| 2 | Чех, Григорий Андронович     | 06.112.1907 — 18.03.19787 | Гвардии подполковник    |
| 3 | Черненко, Николай Власович   | 25.12.1924 — 27.09.2006   | Гвардии старший сержант |
| 4 | Чудайкин, Владимир Иванович  | 24.02.1925 — 20.10.20207  | Старший сержант         |

### Ш
| № | Фамилия, имя, отчество         | Годы жизни              | Звание            |
| - | ------------------------------ | ----------------------- | ----------------- |
| 1 | Шамин, Михаил Кузьмич          | 16.01.1923 — 21.03.2002 | Сержант           |
| 2 | Штерн, Григорий Михайлович     | 06.08.1900 — 28.10.1941 | Генерал-полковник |
| 3 | Шулайкин, Александр Михайлович | 01.11.1923 — 15.05.2010 | Гвардии старшина. |
| 4 | Щеканов, Николай Фёдорович     | 02.11.1920 — 13.06.2006 | Старший сержант   |
| 5 | Шильдин, Пётр Степанович       | 29.12.1920 — 07.10.1977 | Гвардии лейтенант |
| 6 | Ширяев, Павел Николаевич       | 19.06.1914 — 11.05.1994 | Полковник         |

### Ю
| № | Фамилия, имя, отчество  | Годы жизни              | Звание                    |
| - | ----------------------- | ----------------------- | ------------------------- |
| 1 | Юдин, Виктор Степанович | 23.02.1923 — 12.03.1990 | Гвардии старший лейтенант |

### Я
| № | Фамилия, имя, отчество        | Годы жизни               | Звание           |
| - | ----------------------------- | ------------------------ | ---------------- |
| 1 | Якушев, Борис Гаврилович      | 07.07.1923 — 280.11.1943 | Лейтенант        |
| 2 | Ямщиков, Александр Васильевич | 17.08.1923 — 27.10.1987  | Гвардии старшина |
| 3 | Яшнев, Алексей Степанович     | 25.02.1906 — 25.01.1945  | Лейтенант        |
| 4 | Яшутин, Алексей Михайлович    | 1909 — 1974              | Гвардии сержант  |